# Władimir Kutuzow
Władimir Nikołajewicz Kutuzow, ros. Владимир Николаевич Кутузов (ur. 22 maja 1921, zm. 10 listopada 2010) – radziecki operator dźwięku współpracujący ze studiem filmów animowanych Sojuzmultfilm. Zasłużony Pracownik Kultury RFSRR (1987). Uczestnik wojny niemiecko-radzieckiej.

## Wybrane filmy animowane

### Operator dźwięku
- 1969: Bajka o bułeczce (Сказка про Колобок)
- 1969: Dziadek Mróz i lato (Дед Мороз и лето)
- 1969: Ja chcę słonia (Девочка и слон)
- 1969: Parasol babuni (Бабушкин зонтик)
- 1970: O odważnym Ogóreczku (Приключения огуречика)
- 1971: Bez tego obejść się nie można (Без этого нельзя)
- 1971: Pieśni lat pożogi (Песни огненных лет)
- 1972: Marzenie osiołka (Заветная мечта)
- 1972: Pasikonik (Зелёный кузнечик)
- 1973: Piotruś i Reks (Мы с Джеком)
- 1977: Zajączek i mucha (Зайчонок и муха)
- 1977: Wilk i Zając (odcinek 11) «НУ, ПОГОДИ! (Выпуск 11)»
- 1978: Wilk i Zając (odcinek 12) «НУ, ПОГОДИ! (Выпуск 12)»
- 1978: Mistrz i kibice (Талант и поклонники)
- 1978: Myszka Pik (Мышонок Пик)
- 1980: Wilk i Zając (odcinek 13) «НУ, ПОГОДИ! (Выпуск 13)»
- 1981: Bezdomne duszki (Бездомные домовые)
- 1981: Na ratunek (Он попался!)
- 1982: Czyste źródło (Сладкий родник)
- 1983: Mamucik (Про мамонтёнка)
- 1983: Psie zawody (Неудачники)
- 1983: Zamek kłamców (Замок лгунов)
- 1984: Obrazki z wystawy (Картинки с выставки)
- 1984: Wilk i cielątko (Волк и телёнок)
- 1984: Wilk i Zając (odcinek 14) «НУ, ПОГОДИ! (Выпуск 14)»
- 1985: Wilk i Zając (odcinek 15) «НУ, ПОГОДИ! (Выпуск 15)»
- 1986: Wilk i Zając (odcinek 16) «НУ, ПОГОДИ! (Выпуск 16)»
- 1988: Kotek z ulicy Liziukowa (Котёнок с улицы Лизюкова)
- 1993: Wilk i Zając (odcinek 17) «НУ, ПОГОДИ! (Выпуск 17)»
- 1993: Wilk i Zając (odcinek 18) «НУ, ПОГОДИ! (Выпуск 18)»